# Исландия на зимних Олимпийских играх 1988
Исландия принимала участие в Зимних Олимпийских играх 1988 года в Калгари (Канада), но не завоевала ни одной медали. Страну представляли трое спортсменов: двое мужчин и женщина.

## Горнолыжный спорт
Мужчины
| Спортсмен                                   | Вид               | Заезд 1 | Заезд 2 | Итого          | Итого |
| Спортсмен                                   | Вид               | Время   | Время   | Время          | Место |
| ------------------------------------------- | ----------------- | ------- | ------- | -------------- | ----- |
| Даниэль Хилмарссон (англ. Daníel Hilmarsson | Супергигант       |         |         | не финишировал | –     |
| Даниэль Хилмарссон (англ. Daníel Hilmarsson | Гигантский слалом | 1:13,15 | 1:09,59 | 2:22,74        | 42    |
| Даниэль Хилмарссон (англ. Daníel Hilmarsson | Слалом            | 58,98   | 56,31   | 1:55,29        | 24    |

Женщины
| Спортсмен                                             | Вид               | Итого           | Итого |
| Спортсмен                                             | Вид               | Время           | Место |
| ----------------------------------------------------- | ----------------- | --------------- | ----- |
| Гудрун Кристьансдоттир (англ. Guðrún Kristjánsdóttir) | Гигантский слалом | не финишировала | –     |
| Гудрун Кристьансдоттир (англ. Guðrún Kristjánsdóttir) | Слалом            | не стартовала   | –     |

## Лыжные гонки
Мужчины
| Вид     | Спортсмен      | Заезд        | Заезд |
| Вид     | Спортсмен      | Время        | Место |
| ------- | -------------- | ------------ | ----- |
| 30 км C | Эйнар Олафссон | 1'39:56,3    | 65    |
| 50 км F | Эйнар Олафссон | 2'18:21,9    | 44    |
| 15 км C | Эйнар Олафссон | не стартовал |       |

C = Классическим стилем, F = Свободным стилем